# گمینا مورنگ
گمینا مورنگ (به لهستانی:  Gmina Moryń) یک گمینا در لهستان است که در شهرستان گرفینو واقع شده‌است. گمینا مورنگ ۱۲۴٫۸۶ کیلومتر مربع مساحت و ۴٬۲۹۶ نفر جمعیت دارد.